# Gauseran de Saint Leidier
Gauseran de Saint-Leidier (o Gauceran) (fl. mitjans s. XIII) fou un trobador occità. Se'n conserven dues composicions.

## Vida
Gauseran de Saint-Leidier fou originari de Saint Didier-en-Velay, a l'Alvèrnia. No se'n conserven referències en documents d'arxiu. Segons la seva vida, era originari del bisbat de Velay i un gentil castellà, fill de la filla de Guilhem de Saint-Leidier. També segons la vida s'enamorà de la comtessa del Vienès, filla del marquès Guillem de Montferrato. És a dir, es tractaria de Beatriu de Montferrat, filla de Guillem VI de Montferrat i esposa de Guigó VI del Vienès.

## Obra

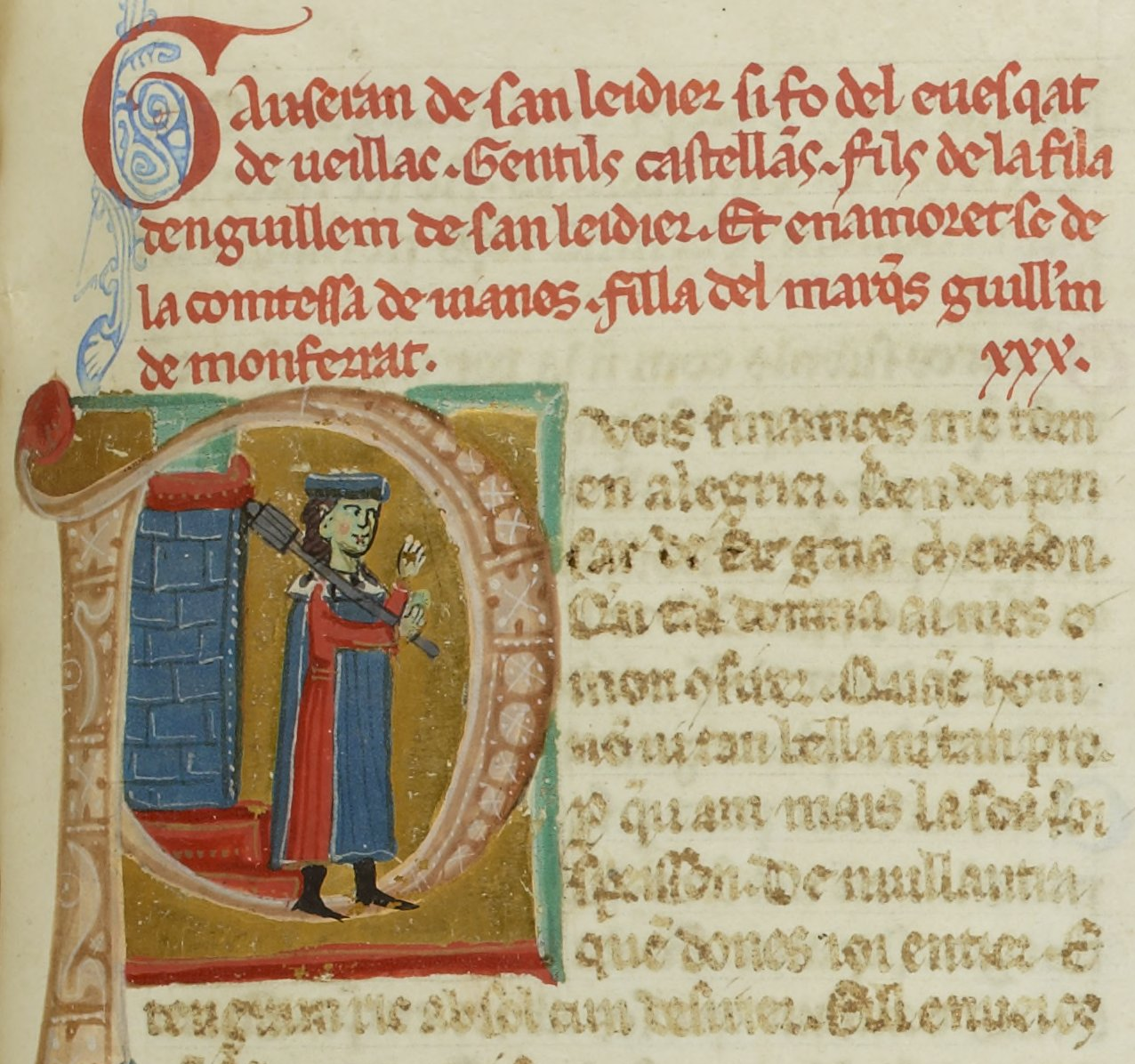
BnF ms. 854 fol. 142; cançoner I. La vida està escrita en tinta vermella i segueix la cançó "Poins fin'amors

- (168,1)[2] Pois fin'amors me torn en alegrier (cançó)
- (168,1a) El temps quan vey cazer fuelhas e flors (cançó de croada)

### Edicions
- Aimo Sakari, Le troubadour Jauceran de Saint-Didier, in: Neuphilologische Mitteilungen 64 (1963), pàg. 300-332
- Aimo Sakari, La chanson de croisade El temps quan vey cazer fuelhas e flors, in: Neuphilologische Mitteilungen, 64 (1963), pàg. 105-124

### Repertoris
- Alfred Pillet / Henry Carstens, Bibliographie der Troubadours von Dr. Alfred Pillet […] ergänzt, weitergeführt und herausgegeben von Dr. Henry Carstens. Halle : Niemeyer, 1933 [Gauseran de Saint-Leidier és el número PC 168]
- Guido Favati (editor), Le biografie trovadoriche, testi provenzali dei secc. XIII e XIV, Bologna, Palmaverde, 1961, pàg. 349
- Martí de Riquer, Vidas y retratos de trovadores. Textos y miniaturas del siglo XIII, Barcelona, Círculo de Lectores, 1995 p. 180-181 [Reproducció de la vida, amb traducció a l'espanyol, i miniatures dels cançoners I i K]